# Juhamatti Aaltonen
Juhamatti Tapio Aaltonen (Ii, 4 giugno 1985) è un hockeista su ghiaccio finlandese.
Nel corso della sua carriera ha vestito le casacche di Oulun Kärpät (2002-2009 e 2013-2014), Pelicans Lahti (2009-2010), Metallurg Magnitogorsk (2010-2012), Rögle BK (2012-2013) e Jokerit (2013-2016)
In campo internazionale, con la nazionale finlandese, ha conquistato un oro mondiale (2011) e un bronzo olimpico (2014).

## Palmarès

### Giochi olimpici invernali
- Bronzo a Soči 2014

### Campionati mondiali
- Oro a Slovacchia 2011